# SN 2004dk
SN 2004dk – supernowa typu Ib odkryta 20 sierpnia 2004 roku w galaktyce NGC 6118. Jej maksymalna jasność wynosiła 14,76m.